# Clostridium clostridioforme
Clostridium clostridioforme è una specie di batterio appartenente alla famiglia delle Clostridiaceae.